# مقاطعة دزفول
مقاطعة دزفول (بالفارسية: شهرستان دزفول) هي إحدى مقاطعات إيران وتقع في محافظة خوزستان. مدينة دزفول هي عاصمة هذه المقاطعة. حسب إحصاءات المركز الرسمي للإحصاءات الإيرانية في 2006 كان يسكن مقاطعة دزفول 384,851 شخص وكان عدد المساكن 87,205 مسكن. تنقسم هذه المقاطعة لثلاثة بلدات: البلدة المركزية وبلدة سردشت وبلدة تشغاميش. للمقاطعة مدينتان وهي دزفول ودزآب وميانرود وصفي آباد وسالند.